# Koro Jula Kunda
Koro Jula Kunda (även Kora Jula Kunda) är en ort i Gambia. Den ligger i regionen Upper River, i den östra delen av landet, 230 km öster om huvudstaden Banjul. Antalet invånare var 378 vid folkräkningen 2013.